# Marahuacaea schomburgkii
Marahuacaea schomburgkii là một loài thực vật có hoa trong họ Rapateaceae. Loài này được (Maguire) Maguire mô tả khoa học đầu tiên năm 1984.